# Fuirena breviseta
Fuirena breviseta là loài thực vật có hoa trong họ Cói. Loài này được (Coville) Coville mô tả khoa học đầu tiên năm 1908.